# Zeit der Unschuld (Roman)

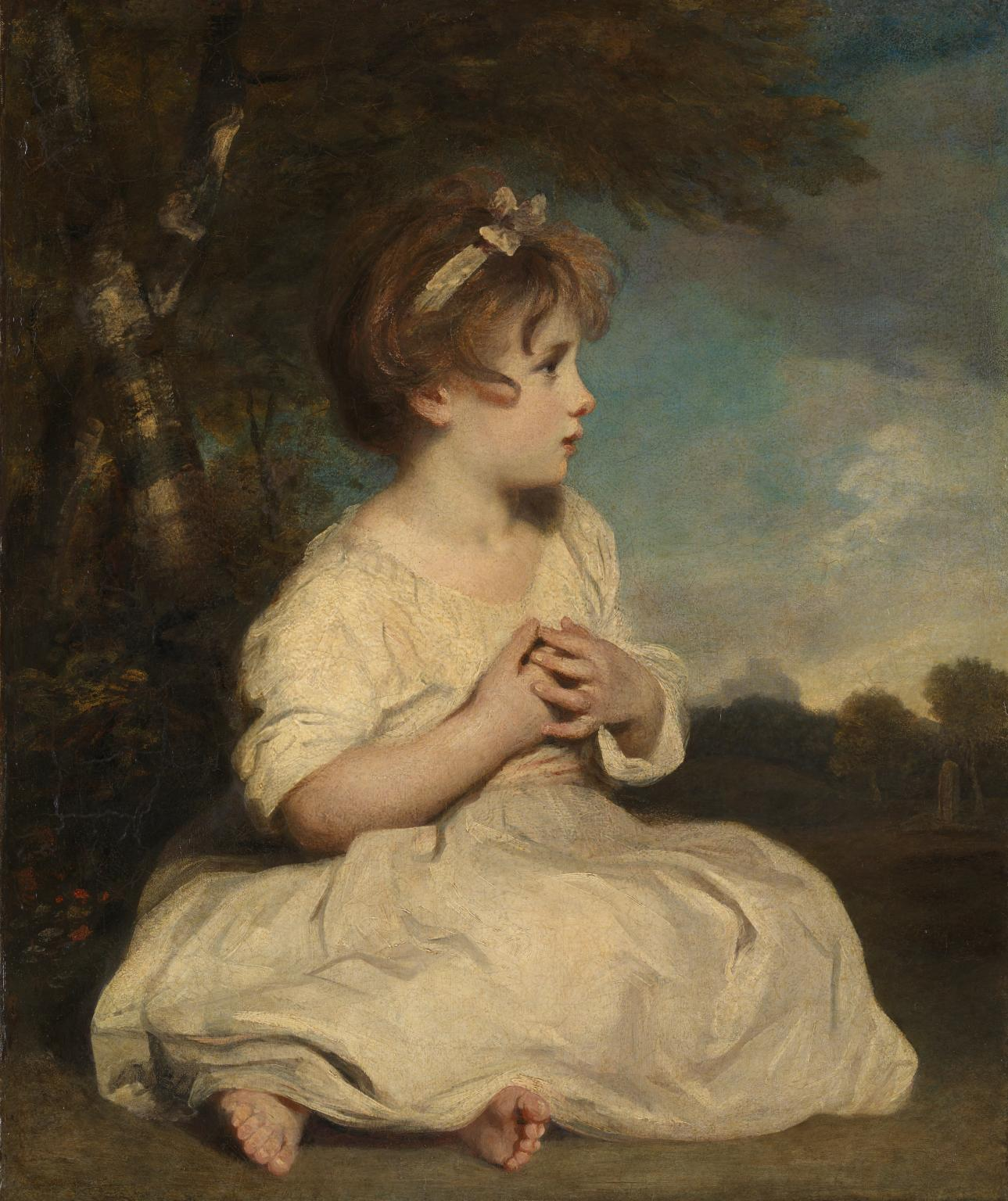
The Age of Innocence, Charakterstudie von Joshua Reynolds (entweder 1785 oder 1788 fertiggestellt), als vermeintliche Inspiration für den Titel von Whartons Roman

Zeit der Unschuld (Originaltitel The Age of Innocence) ist ein Roman der US-amerikanischen Autorin Edith Wharton. Er wurde erstmals im Jahr 1920 in der Zeitschrift Pictorial Review in vier Teilen veröffentlicht. Noch im selben Jahr gab D. Appleton & Company den Roman als Buch heraus. Im Jahr 1921 wurde der Roman mit dem 1918 erstmals vergebenen Pulitzer Prize for the Novel ausgezeichnet und Wharton wurde damit zum ersten weiblichen Preisträger.
Erst 1939 erschien eine deutsche Übersetzung des Romans mit dem Titel Amerikanische Romanze im Herbig-Verlag, Berlin in einer Übersetzung von Richard Kraushaar. Nach dem Krieg folgten weitere Übersetzungen: 1951 Im Himmel weint man nicht (Rohrer Verlag, Wien, Übers. Lotte Katscher & Herbert Bruna), 1986 Zeit der Unschuld (Rogner & Bernhard bei Zweitausendeins, Übers. Richard Kraushaar & Benjamin Schwarz). Im Jahr 2015 wurde der Roman mit neuer Übersetzung von Andrea Ott im Manesse Verlag, München herausgegeben.

## Hintergrund

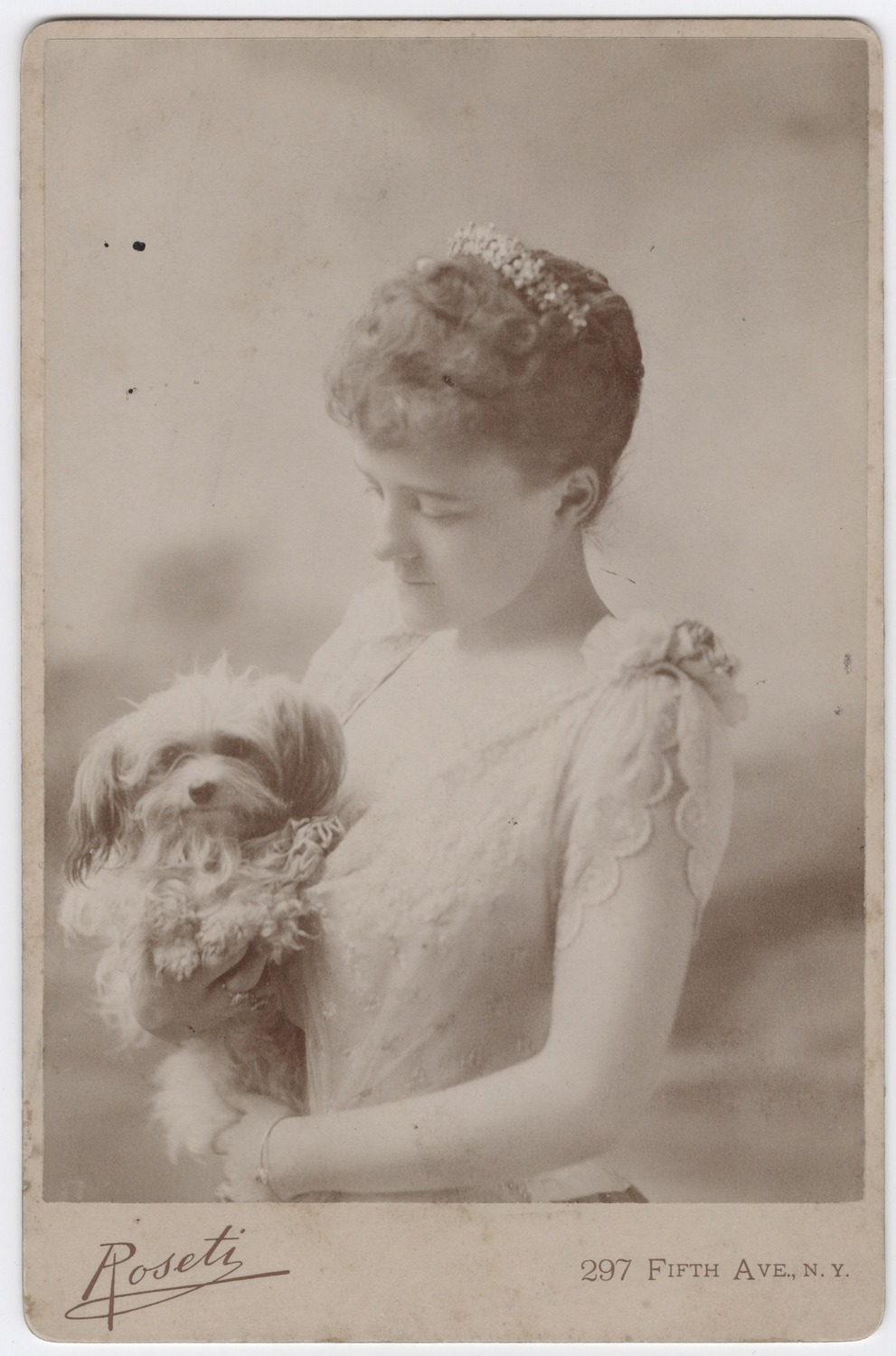
Edith Wharton als junge Frau in New York City (1889)

Der Roman spielt im Kreis des aufstrebenden Großbürgertums im New York City der 1870er-Jahre, dessen Mitglieder eine Ahnenreihe bis hin zu den ersten Siedlern vorweisen können. Sie allein bestimmen das gesellschaftliche Leben der städtischen Oberschicht. Überkommene Regeln schreiben vor allem den jungen Mädchen vor, wie sie sich zu verhalten haben, was sich schickt und was nicht. Sie werden schon früh in die Gesellschaft eingeführt, verloben sich und heiraten standesgemäß, ohne einander wirklich zu kennen. Ihr Leben wird auch in der Ehe von Ehrbarkeitsnormen bestimmt, wobei der männliche Part deutlich mehr Freiheiten genießt.
Die Autorin entstammte selbst einer Familie jener Aristokratie – Nachfahren englischer und holländischer Kaufleute – wie in der Geschichte dargestellt. Und wie ihre Romanfigur Ellen führte sie ein bewegtes Leben zwischen Amerika und Europa, welches sie prägte, wo sie sechs Jahre ihrer frühen Kindheit verbrachte und wo sie in ihren mittleren Jahren – einschließlich der gesamten Dauer des Ersten Weltkriegs – und auch die letzten Jahre ihres Lebens fast durchweg lebte.
Schon früh regte sich der Wunsch nach Eigenständigkeit in Edith Wharton, die sich nicht einengen lassen wollte – weder als Schriftstellerin noch in ihrer Frauenrolle. Verheiratet mit dem manisch-depressiven Edward Wharton und kinderlos, hatte sie über Jahre eine leidenschaftliche und unglückliche Affäre mit dem Journalisten Morton Fullerton, die sie unter anderem in Zeit der Unschuld verarbeitete.
Über die Auswirkungen starrer Konventionen schreibt Edith Wharton – wesentlich unversöhnlicher – ebenfalls in ihrem bereits 1905 veröffentlichten, sehr erfolgreichen Roman Das Haus der Freude. Themen und Figuren in Zeit der Unschuld erinnern auch an ihre 1907 verfasste Novelle Madame de Treymes und die Kurzgeschichte Auf lange Sicht (1912), in der zwei Liebende aufeinander verzichten, um den Ansprüchen der Gesellschaft zu genügen.
Nicht nur ihr eigenes Leben diente der Autorin als Vorlage für den Roman. „Für die vielen Figuren schöpfte Edith reichlich aus ihrem Umfeld an Familie und Freunden, deren Eigenschaften sie vermischte und aufeinander abstimmte.“ So zeigen sich verschiedene Charakterzüge von Whartons Mutter Lucretia bei der prüden und unnahbaren Romanfigur Louisa van der Luyden, bei Mays Mutter, Mrs. Welland, die hinter ihrer freundlichen Fassade auch eine gewisse Engherzigkeit verbirgt, bei der spießigen, phantasielosen Mrs. Archer, der Mutter des Protagonisten, und auch bei der nicht besonders intelligenten May mit ihrer letztlich banalen Lebensauffassung.
Bei der Figur des jüdischen Bankiers Julius Beaufort stützte sich die Autorin bis ins Detail auf den Finanzier August Belmont. Sie erwähnte sogar die „kanariengelbe Kutsche“ seiner Mätresse, was beim Erscheinen des Romans für einiges Aufsehen sorgte.
Am eindeutigsten findet man ihre [Whartons] Urgroßtante Mary Mason Jones wieder, die in dem Roman als Ellens [und Mays] Großmutter, die alte, fettleibige und rechthaberische Mrs. Mingott, zu neuem Leben erweckt wird.

## Titel
Der Titel Zeit der Unschuld kommentiert – verkörpert in der Figur der May – ironisch den Widerspruch zwischen den glattpolierten Manieren nach außen hin und den Intrigen der Gesellschaft im New York des Goldenen Zeitalters. Vermutlich übernahm ihn Wharton von dem damals populären Gemälde „A Little Girl“ des Sir Joshua Reynold, welches in der zweiten Hälfte des 18. Jahrhunderts unter der Bezeichnung Zeit der Unschuld in großer Zahl reproduziert wurde.
In einer Buchbesprechung der Frankfurter Allgemeinen Zeitung vom 28. November 2015 vermutet Werner von Koppenfels, der Titel verweise auch auf das „Gilded Age“ der opulenten New Yorker Gesellschaft des 19. Jahrhunderts, das sich wiederum auf gilded cage reime, den vergoldeten Käfig, als Hort vermeintlicher Unschuld.

## Form

### Aufbau
Der Roman ist in zwei Bücher aufgeteilt. Das „Erste Buch“ erzählt von der Verlobungszeit des Protagonisten Newland Archer mit May Welland, die durch das Auftauchen ihrer Kusine, Gräfin Ellen Olenska, voller Verwicklungen und Komplikationen verläuft.
Im „Zweiten Buch“ wird die nicht minder schwierige Zeit der Ehe von May und Newland und dessen Beziehung zu Ellen dargestellt.

### Erzählweise
Mit Liebe zum Detail schildert die Autorin, die als „literarische Schülerin von Henry James“ gilt, innere wie äußere Vorgänge. Einfühlsam geht sie auf Gedanken und Handlungen der Figuren ein, wobei sie als Erzählerin diese durchaus auch kommentiert und wertet. Der Protagonist Newland Archer steht dabei immer im Mittelpunkt.
Typisch für die Erzählweise Edith Whartons, die sich jahrelang mit Innenarchitektur und Gartengestaltung beschäftigte (The Decoration of Houses, erschienen 1897), ist die präzise, liebevolle Beschreibung von Häusern und Inneneinrichtungen. Als Beispiele seien die Villa des Bankiers Beaufort und Archers Bibliothek in Zeit der Unschuld angeführt.
Durch Rückblenden, beispielsweise in die Kindheit der Figuren, werden in dem Roman verschiedene Zeitebenen erfasst.

## Inhalt

### Erstes Buch
Der junge Anwalt Newland Archer sieht Ellen Olenska zum ersten Mal während der Aufführung einer Oper wieder. Sie ist in Begleitung ihrer Cousine May Welland, mit der er verlobt ist. Archer hat Ellen seit den lange zurückliegenden Kindertagen nicht mehr gesehen. Nachdem sie ihren Gatten, einen polnischen Grafen, verlassen hat, lebt sie nun wieder in New York bei ihrer (und Mays) Großmutter, Mrs. Mingott.
Bei dem anschließenden Ball in der Villa des Bankiers Beaufort wird die Verlobung von Newland und May offiziell verkündet. Es folgen die üblichen Besuche; so auch bei Mrs. Mingott, dem Oberhaupt des Familienclans. Madame Olenska erscheint mit dem verheirateten Julius Beaufort. Beiläufig fordert sie Archer auf, er solle sie doch gelegentlich besuchen. Newland ignoriert ihre Einladung.
Kurz darauf hört er, Ellen wolle sich scheiden lassen, und auch von dem Gerücht, sie habe über ein Jahr mit dem Sekretär ihres Mannes in Europa zusammengelebt.
Als die Mingotts anlässlich der Ankunft Ellens ein Festessen geben, sagen fast alle Geladenen ab. Die gedemütigte Familie fragt die van der Luydens, die an der Spitze der New Yorker Aristokratie stehen, um Rat. Von ihnen wird die Gräfin zu einem Dinner zu Ehren des Herzogs von St. Austrey gebeten.
Am Abend der Einladung stößt Ellen den aufdringlichen Herzog vor den Kopf und setzt sich zu Archer, den sie erneut auffordert, sie zu besuchen.
Diesmal kommt er der Einladung nach. Er sucht die Gräfin im Haus ihrer Tante Medora Manson auf, in das sie inzwischen eingezogen ist. Ellen kommt verspätet und erklärt, sie sei mit Julius Beaufort unterwegs gewesen. Archer verspürt Eifersucht; er fühlt sich immer mehr zu Ellen hingezogen. Als aber der Herzog von St. Austrey mit der fragwürdigen Mrs. Struthers auftaucht, ist er ernüchtert. May ist für ihn wieder die Frau, die zu ihm passt.
Archer bedrängt nun seine Verlobte, die Hochzeit solle früher stattfinden. Doch May lässt sich nicht darauf ein. Sie möchte sich nach den Wünschen ihrer Mutter und den üblichen Regeln richten. Archers Zweifel sind zurück.
Kurze Zeit später wird er in der Kanzlei, in der er arbeitet, mit einem Auftrag der Mingotts betraut: Die Familie lehnt den Wunsch der Gräfin Olenska, sich scheiden zu lassen, ab und möchte etwas dagegen unternehmen.
Bei einem Treffen mit Ellen in dieser Angelegenheit kommt Newland auf die angedrohte Gegenklage ihres Gatten zu sprechen. Der Graf beschuldigt Ellen, sie habe selbst eine Affäre gehabt. Das streitet sie nicht ab. Mit dem Argument, die New Yorker Gesellschaft würde sie nach einem solchen Prozess fallen lassen, kann Archer sie schließlich davon überzeugen, ihr Vorhaben aufzugeben.
Ellen geht ihm nicht aus dem Kopf. Als er erfährt, dass sie sich auf dem Landsitz der van der Luydens aufhält, beschließt Newland, sie dort heimlich zu treffen.
Er findet Ellen allein auf dem Anwesen. Beide deuten an, etwas für den anderen zu empfinden. In dieser Situation taucht Beaufort auf, und Newland reist frustriert nach New York zurück. Ellens schriftlich geäußerter Bitte um eine Aussprache kommt er nicht nach. Er will nun seine Verlobte besuchen, die sich gerade mit ihren Eltern in Florida aufhält.
Als Newland dort gleich wieder auf einen baldigen Hochzeitstermin drängt, äußert May den Verdacht, er sei sich wohl nicht sicher, ob er sie in einem Jahr noch heiraten wolle. Vielleicht liebe er sogar eine andere Frau. Archer streitet alles ab.
Doch zurück in New York verabredet er sich mit Ellen und gesteht ihr nun offen seine Liebe. Sie hat Skrupel, auf sein Werben und sein Vorhaben, sich von May zu trennen, einzugehen. Ein Telegramm von May trifft ein: Auf den Wunsch der alten Mrs. Mingott hin seien ihre Eltern jetzt mit einem nahen Hochzeitstermin einverstanden.

### Zweites Buch
Die Hochzeitszeremonie wenige Wochen später lässt Newland emotionslos über sich ergehen. Vergeblich hält er Ausschau nach Ellen. Das junge Paar begibt sich auf eine dreimonatige Hochzeitsreise nach Europa, die für beide eine Enttäuschung ist.
Wieder in New York, führt Archer ein eigenständiges Leben, fast wie vor der Ehe, und Ellen ist nur noch ein Schatten in seinem Gedächtnis.

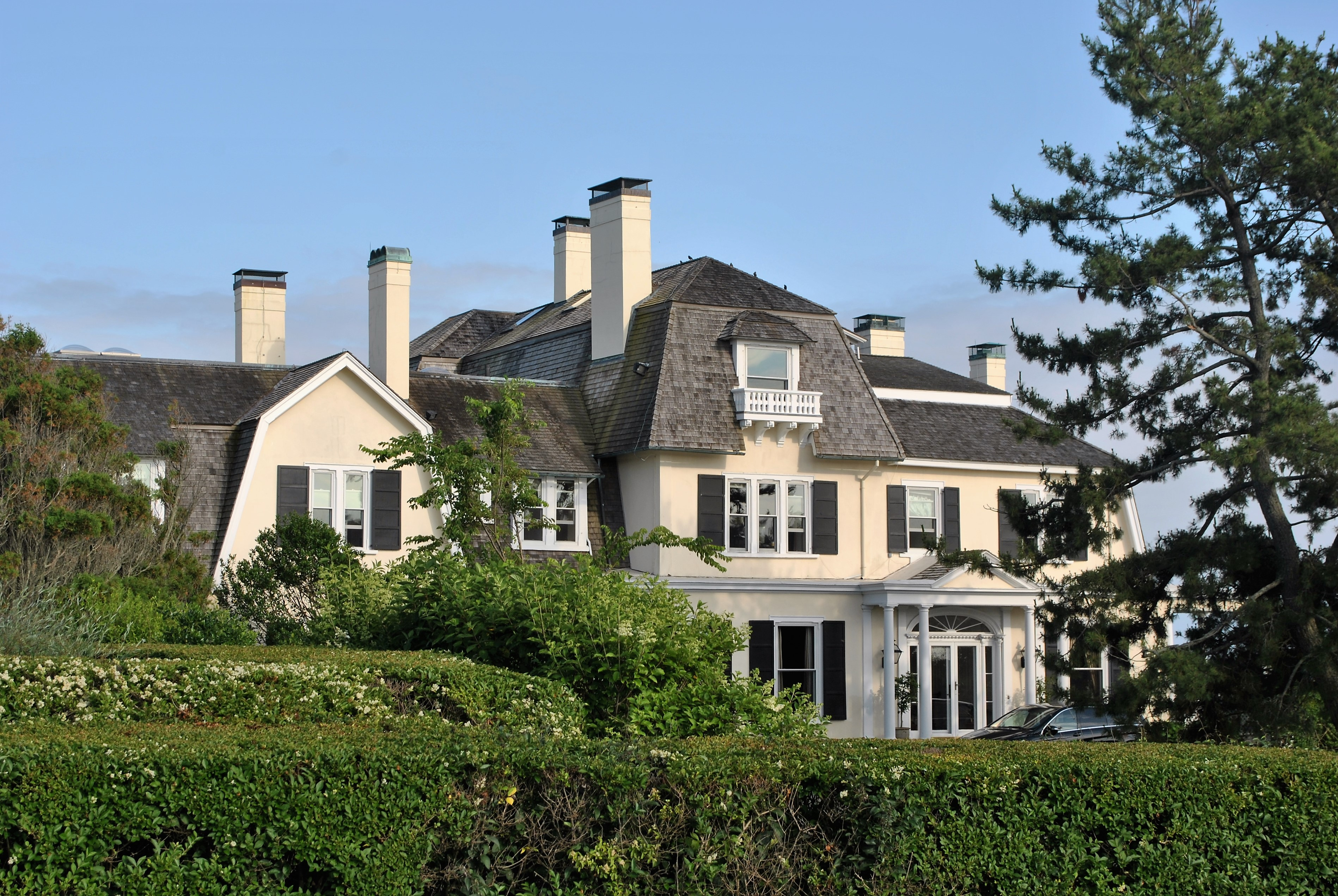
Land’s End, Newport, Rhode Island. Sommerresidenz der Familie Wharton

Erst der Sommeraufenthalt in Newport zeigt Archer die schwerwiegenden Veränderungen seiner Lebenssituation: Das junge Paar wohnt bei Mays Eltern in deren Ferienhaus, und er ist gezwungen, sich an ihre strikten Regeln zu halten.
Bei einem Sportfest trifft Newland zufällig Ellens Tante Medora Manson, die mit ihrer Nichte einige Tage in Portsmouth verbringt. Newland hat Ellen seit einundeinhalb Jahren nicht mehr gesehen. Er weiß, dass sie inzwischen mit Medora in Washington lebt.
Sein Verlangen, sie wiederzusehen, lässt sich nicht mehr unterdrücken. Archer fährt nach Portsmouth, wo er erfährt, dass die Gräfin nach Boston abgereist sei. Unter dem Vorwand, geschäftlich in Boston zu tun zu haben, reist Newland zu Ellen. Sie erzählt ihm, ihr Gatte wünsche ihre Rückkehr. Archer kann sie überreden, eine schriftliche Absage zu formulieren. Sie geht auch auf seinen Wunsch ein, mit ihm den Tag zu verbringen.
In einem Gasthof auf dem Land erzählt Ellen von den letzten eineinhalb Jahren. Sie kritisiert scharf die amerikanische Gesellschaft und deren traditionelle Lebensart. Auf Newlands Frage, warum sie dann nicht nach Europa zurückkehre, erwidert sie, es sei seinetwegen. Doch sie werde nur in Amerika bleiben, wenn Newland an seiner Ehe festhält.
Die Gräfin lebt daraufhin wie zuvor mit Medora in Washington, während Archer sich eine Art Parallelwelt mit Büchern und seinen Gedanken an Ellen erschafft. Schließlich gibt er vor, in einer geschäftlichen Angelegenheit nach Washington fahren zu müssen.
Beauforts Bank macht Bankrott, und die New Yorker Gesellschaft lässt ihn fallen. Wider alle Regeln hält seine Frau zu ihm. Als sie auch Mrs. Mingott um Hilfe bittet, erleidet diese vor Aufregung einen Schlaganfall. Sie möchte, dass Ellen wieder bei ihr wohnt und sich um sie kümmert.
Da für Archer somit die Reise nach Washington sinnlos geworden ist, findet er neue Lügen, um die angebliche Geschäftsreise nicht antreten zu müssen. Als er Ellen auf Wunsch der Familie an der Fähre abholt, bedrängt er sie vergeblich, mit ihm zu fliehen.
Auch bei einem heimlichen Treffen in einem Museum lehnt Ellen Archers Plan ab, gemeinsam im Ausland zu leben. Schließlich geht Newland auf ihren Vorschlag ein, sie sollten sich ein einziges Mal körperlich lieben, bevor Ellen endgültig zurück nach Europa geht.
Zuhause erzählt ihm May von einem Gespräch mit ihrer Kusine, die sie zufällig bei ihrer Großmutter angetroffen habe. Als Newland May nun alles gestehen will, unterbricht sie ihn. Sie habe soeben eine Nachricht von Ellen erhalten, dass sie mit Medora in Europa leben werde. Ihr Entschluss sei unumstößlich.
Daraufhin geben die jungen Archers ein Abschiedsessen für die Gräfin Olenska. Ellen wird neben Newland platziert. Durch die übertriebene Liebenswürdigkeit aller Anwesenden ihnen gegenüber wird ihm klar, dass jeder über ihre Liebe Bescheid weiß – und Ellens Abreise der Gesellschaft einen Skandal erspart. Archer ist entschlossen, ihr nach Paris zu folgen.
Doch als er später May erklärt, er müsse bald auf eine weite Reise gehen, eröffnet sie ihm, dass sie ein Kind erwarte.
Dreißig Jahre später wird der inzwischen verwitwete Newland von seinem Sohn Dallas, dem ältesten seiner drei Kinder, zu einer Reise nach Paris überredet. Er steht auch vor Ellens Wohnung, doch er besucht sie nicht.

## Interpretation

### Hauptfiguren

#### Newland Archer
Zu Beginn des Romans ist Newland Archer durchaus zufrieden mit dem Leben, das er führt. Er wohnt mit Mutter und Schwester in einem stattlichen Haus in New York und ist seit dem Tod des Vaters das angesehene Oberhaupt der Familie. Sich seiner hohen gesellschaftlichen Stellung stets bewusst, fühlt er sich den meisten Mitmenschen auch in geistiger und kultureller Hinsicht überlegen. Er verkehrt mit Literaten und Künstlern, obwohl diese nicht seiner Schicht angehören.
Wie viele Herren der Oberschicht übt Newland den Beruf des Rechtsanwalts aus, der mehr Ansehen genießt als ein kaufmännischer, ohne sich besonders zu engagieren. Bisweilen überfällt ihn „der schreckliche Gedanke, ein Leben lang jeden Tag zur selben Zeit dasselbe zu tun“. Die monatlich aus Europa eintreffenden Sendungen mit den neuesten Buchveröffentlichungen sind mehr für ihn als nur eine willkommene Abwechslung. Mit ihnen zieht er sich in seine geschmackvoll eingerichtete Bibliothek zurück, dem Ort, an dem er sich am wohlsten fühlt. Die plüschig-spießige Einrichtung des restlichen Hauses nimmt er – aus tiefer Zuneigung zu Mutter und Schwester – geduldig hin.
Noch scheint seine hübsche Verlobte, May Welland, nur ein Glied in der Kette seiner Errungenschaften zu sein. Doch ihr kindliches Wesen, ihre Unschuld lassen Archer von einer traditionellen Ehe träumen, in der er die Rolle des Lehrers und sie die seiner Schülerin haben wird. May entspricht exakt dem Stereotyp seines Frauenbildes, das sich von dem seiner weniger gebildeten Clubkameraden in nichts unterscheidet: Es gibt die anständigen Frauen, die man heiratet, und die „der anderen Sorte“ für eine Affäre. Archer ist in sie verliebt, ohne leidenschaftlich erregt zu sein.
Seine gesamte Lebenseinstellung und sein recht eitles Selbstbild geraten ins Wanken, als er der weltgewandten, unorthodoxen Ellen Olenska wiederbegegnet. Zunächst ist er schockiert von ihrem „unangemessenen“ Verhalten und dankbar, „dass er sich mit einer gleichgesinnten Frau verbinden würde“. Doch Ellens ungekünstelte Art und ihre bedenkenlose Spontaneität faszinieren ihn zunehmend. Aus anfangs respektvoller Freundschaft wird leidenschaftliche Liebe. Im Laufe ihrer Beziehung erkennt Archer die Oberflächlichkeit der Bräuche in der Yorker Gesellschaft und die ungleiche Behandlung von Mann und Frau. Nun empfindet er seine frühere Einstellung als „lächerlich konservativ“, selbst Ellens sexuelle Beziehung mit dem Sekretär sieht er in einem anderen Licht: Frauen sollten dieselben Erfahrungen machen dürfen wie Männer, verteidigt er Ellen gegenüber Schwester und Mutter. Immer intensiver verspürt er den Wunsch, mit Ellen seiner engen Welt endgültig zu entkommen. Doch die Familienräson zwingt ihn, sein Eheversprechen einzuhalten.
Das Zusammenleben mit May ist ihm in der Anfangszeit ihrer Ehe nur eine Pflicht. Jeder lebt sein eigenes Leben; zu unterschiedlich sind ihre Bedürfnisse. Mit Ellen dagegen verbinden ihn weiterhin – neben der körperlichen Anziehung – gemeinsame Interessen und die Gewissheit, eine verwandte Seele gefunden zu haben. Archer bemüht sich vergeblich, sein Verantwortungsgefühl gegenüber May mit der Liebe zu Ellen in Einklang zu bringen. Im Laufe der Geschichte überschreitet er die Grenzen akzeptablen Verhaltens und verliert das Gefühl für die Realität. Ellens Handeln – ihre Flucht nach Europa – gebietet ihm schließlich Einhalt.
Nach Mays relativ frühem Tod hätte Archer die Beziehung zu ihr wieder aufnehmen können. Doch als er in Paris vor dem Haus steht, in dem Ellen wohnt, fühlt er sich unsicher und gehemmt. Er ahnt, dass sie ein anderes, reicheres Leben führte und führt, mit dem er niemals mithalten könnte. Durch Ellen hat sich sein Weltbild zwar ansatzweise verändert, in der aufgeklärten, freieren Welt seiner drei Kinder ist er dennoch nicht wirklich angekommen. Die Erkenntnis, dass sein Leben mit May letztlich doch das passende gewesen ist, schenkt ihm Frieden.

#### Ellen Olenska
Ellen ist auf die Initiative ihrer Großmutter hin nach New York zurückgekehrt, als diese von den „skandalösen Umständen“ gehört hatte, unter denen die Gräfin in Italien nach der fluchtartigen Trennung von ihrem Gatten gelebt hat.
Seit ihrer frühen Kindheit hat Ellen – zunächst mit ihren Eltern und nach deren Tod mit ihrer Tante – ausschließlich in Europa gelebt. Amerika ist für sie eine vollkommen fremde Welt, deren Regeln sie nicht kennt.
Sie ist sehr selbstbewusst, ein Freigeist, gleichzeitig aber auch sensibel und verletzlich. Ihre zarte, wenn auch schon leicht verblasste Schönheit (sie ist knapp dreißig Jahre alt) und ihre Ausstrahlung bewirken, dass es ihr zu keiner Zeit an Verehrern mangelt. Ohne jede Scheu zeigt sie sich schon bald nach ihrer Ankunft in New York mit dem verheirateten Julius Beaufort und anderen Männern in der Öffentlichkeit. Soziale Unterschiede sieht sie locker, so verkehrt sie fast freundschaftlich mit ihrem Dienstmädchen Nastasia, das sie aus Italien mitgebracht hat.
Die so genannte „gute Gesellschaft“ dreht ihr daraufhin schon bald den Rücken zu – zumindest was den weiblichen Teil betrifft. Zunächst nimmt Ellen das gar nicht wahr, dann ist sie tief verletzt. Sie möchte nicht „anders“ sein, will sich ihrer neuen Umwelt anpassen, soweit es ihr möglich ist. Und Ellen entdeckt – nicht zuletzt durch Archer – nach und nach in Amerika Werte, die sie in Europa nicht kennengelernt hat.
Gegen ihre starken Gefühle für Newland kann sie sich jedoch nicht wehren. Wie er leidet sie unter der Hoffnungslosigkeit ihrer Liebe. Dennoch ist sie bereit, in einem emotionalen Schwebezustand zu leben, solange sie sich nur ab und zu treffen können. Als Archer sie aber immer wieder anfleht, mit ihm ins Ausland zu fliehen, sucht sie nach einer Lösung, die Beziehung zu beenden. Sie bietet ihm eine einmalige sexuelle Vereinigung an, um sich danach nicht mehr wiederzusehen. Es gelingt ihr – nach einer längeren Zeit der Trennung – jedoch nicht, Archers erneutem Drängen zu widerstehen.
Als Ellen von Mays Schwangerschaft erfährt, überwiegen aber endgültig die Gewissensbisse und ihr Verantwortungsgefühl gegenüber der Familie. Die Flucht nach Europa scheint ihr der einzige Weg zu sein, sich endgültig von Archer zu lösen und es ihrer Kusine May zu ermöglichen, in Frieden mit ihm eine Familie zu gründen.

#### May Welland
Archers Verlobte und spätere Ehefrau ist für die Rolle der perfekten Gattin und Mutter von Kindheit an erzogen worden. Sie befolgt akribisch die gesellschaftlichen Regeln, ist stets die oberflächliche und angepasste junge Frau, wie sie in ihren Kreisen erwartet wird. An kulturellen Dingen ist sie wenig interessiert, und im Gespräch wirkt sie farblos. Es fehlt ihr an jeglicher Phantasie und auch an Selbstbewusstsein. Daher legt sie – hochgewachsen und knabenhaft schlank – großen Wert auf kostbare Kleidung, die ihr Sicherheit gibt. Auch der Sport, in dem May Ehrgeiz zeigt und sie Erfolge feiert, hat einen großen Stellenwert in ihrem Leben.
Einen seltenen Einblick in ihre tiefgründige Seite, voller Mitgefühl und Großmut, gewährt May Archer kurz vor ihrer Hochzeit. Sie bietet ihm an, die Verlobung zu lösen, damit er die Frau heiraten könne, die er wirklich begehrt. Doch als sie herausfindet, dass seine Liebe ihrer Kusine gehört, und selbst als diese Beziehung andauert, gaukelt May der Gesellschaft – und auch sich selber – vor, die perfekte Ehe zu führen. Alle Kränkungen erträgt sie mit der für sie typischen stoischen Geduld. Aber ihr Unglück nimmt überhand, und nun wird ihre manipulative Natur aktiviert: Um Ellen von Archer zu vertreiben, erzählt May ihr, sie sei schwanger, obwohl sie sich dessen zu diesem Zeitpunkt noch nicht sicher ist.
In den langen Jahren ihrer recht eintönigen Ehe erweist sich May als verlässliche Gattin. Sie bietet Archer Sicherheit, Frieden und unbedingte Ergebenheit. Für ihre drei Kinder ist sie eine hingebungsvolle Mutter. Als einer ihrer Enkel schwer erkrankt, opfert sie sich für ihn auf. Trotz Archers fortdauernder Liebe zu Ellen hat sie ihre eigene Rolle gefunden und gelassen angenommen.
Eine Weiterentwicklung ihrer Persönlichkeit bleibt May jedoch verwehrt. „Die Welt ihrer Jugend hatte sich verändert, ohne dass es ihr bewusst geworden wäre.“ Bis zu ihrem Lebensende handelt sie mit durch nichts zu erschütternder Unschuld nach den Grundsätzen, wie sie sie gelernt hat.

### Nebenfiguren

#### Catherine Manson Mingott
Mrs. Manson Mingott, geboren als Catherine Spicer in eher einfachen Verhältnissen, ist die Matriarchin der mächtigen Familie Mingott. Bereits mit 28 Jahren verwitwet und durch das Erbe sehr vermögend, sichert sie sich – auch wegen ihres Scharfsinns und ihrer Charakterstärke – die ranghöchste Stelle in der Großfamilie.
In der förmlichen Welt der Oberschicht New Yorks gilt Mrs. Mingott als Außenseiterin. Ohne gesellschaftliche Normen zu beachten, handelt sie stets nach ihrem Gutdünken und wird dennoch von allen geachtet. Für die wie sie unangepasste Ellen hat sie schon immer eine Schwäche. Deren Verbindung mit Beaufort und auch die Beziehung zu Archer beobachtet sie amüsiert, und sie sorgt dafür, dass Ellen von der eher skeptisch eingestellten restlichen Familie (zunächst) unterstützt und akzeptiert wird.

#### Julius Beaufort
Der arrogante britische Bankier Julius Beaufort, „eine angenehme, stattliche Erscheinung, launisch, gastfreundlich und geistreich“, lässt nichts unversucht, mit Ellen eine Affäre anzufangen. Er verfolgt sie – ohne ihr Einverständnis – bis nach Maine, wohin sie regelrecht vor ihm geflohen ist. Doch er wird von Ellen auch weiterhin nur als großzügiger und weltgewandter Begleiter benutzt. Von der New Yorker Upper Class wird Beaufort, von dessen Herkunft man wenig weiß, nur wegen seiner Ehefrau anerkannt, die aus den ersten Kreisen abstammt.
Als seine Bank den Bankrott erklären muss, fällt er bei der Gesellschaft in Ungnade. Schon bald findet der Selfmademan jedoch Wege, sich im Ausland mit seiner Geliebten und späteren Ehefrau Fanny Ring ein erfolgreiches neues Leben aufzubauen.

#### Marquise Medora Manson
Die mehrfach verwitwete Medora Manson, Ellens Tante, ist von vornehmer Abstammung, weshalb die New Yorker ihr unstetes Leben und ihre Überspanntheit hinnehmen. Nach dem frühen Tod von Ellens Eltern nimmt sie das Kind – eher widerwillig – zu sich und bereist mit ihm jahrelang Europa. Dort wird das Mädchen als erst 18-Jährige durch Medoras Vermittlung (und durchaus auch in deren eigenem Interesse) mit dem reichen Grafen Olenski verheiratet.
Völlig verarmt nach dem Tod ihres letzten Gatten, folgt Medora Ellen nach New York und begleitet sie auch weiterhin auf langen Wegstrecken ihres Lebens.

#### Louisa und Henry van der Luyden
Ihre Figuren basieren vermutlich auf den van Rensselaers, die Cousin und Cousine von Edith Wharton waren und zu den ranghöchsten der Aristokratie New Yorks gehörten.
Nachdem die New Yorker Gesellschaft Ellen brüskiert und fallen gelassen hat, unterstützen die van der Luydens die Gräfin durch Einladungen, erst zu einem exclusiven Abendessen, dann zum Aufenthalt auf ihrem Landsitz, um den Zusammenhalt ihrer Familien zu demonstrieren. Sie finden Gefallen an Ellens Kultiviertheit und fühlen sich von ihrer lebhaften Art unterhalten. Wie andere darüber urteilen mögen, tangiert sie nicht – sie stehen über allem und allen.

#### Adeline und Janey Archer
Mrs. Archer, geborene Newland, betet ihren Sohn an und ist glücklich über dessen standesgemäße Verlobung mit May. Die angereiste Ellen Olenska dagegen betrachtet sie von Anfang an mit Argwohn. Adeline lebt zwar aufgrund einer gewissen Schüchternheit sehr zurückgezogen, ist aber geradezu süchtig nach den neuesten gesellschaftlichen Nachrichten, die ihr von Sillerton Jackson, dem Experten für Klatsch und Tratsch, regelmäßig bei Essenseinladungen geliefert werden. Dann spart sie nicht mit engstirnigen, bisweilen auch bösartigen Kommentaren.
Archers altjüngferliche, bigotte Schwester Janey bildet förmlich eine Einheit mit ihrer Mutter, ohne die sie nichts unternimmt und von der sie sich allein durch ihre wunderlichen, oft romantischen Ideen unterscheidet. Beide lieben die Natur und unternehmen regelmäßig Reisen nach England und Deutschland – jedes Mal zu denselben Orten und Unterkünften.

#### Augusta Welland
Mays Mutter hat ihre Tochter stringent zu einer Dame der Gesellschaft erzogen. Deren Mangel an Vorstellungskraft und ihre starren Ansichten über schickliches Verhalten beruhen vorwiegend auf Mrs. Wellands Einfluss. Auch Augustas willensschwacher, hypochondrischer Ehemann, der an Edith Whartons Gatten Teddy erinnert, fügt sich widerstandslos ihren Wünschen und erfüllt ihre Ansprüche. Nach einigen Jahren Ehe entdeckt Archer bei May zunehmend Eigenschaften seiner Schwiegermutter – einer Frau, die schwerfällig und stets vorhersehbar handelt.
Mrs. Lemuel Struthers verkörpert in dem Roman eine Figur von „neuem Blut und neuem Geld“. Nur freier denkende New Yorker wie Beaufort oder die Gräfin Olenska wagen es in den 1870er Jahren, die Einladungen der schrillen, aus fragwürdigen Verhältnissen stammenden „Person“ zu ihren unterhaltsamen Festen anzunehmen.
Lawrence Lefferts gilt allgemein als Experte für Manieren und guten Geschmack und gehört zum unmittelbaren Umfeld der Familie Archer. Man vermutet, dass er hinter der brüsken Weigerung der Geladenen steckt, am Willkommensdinner für die Gräfin Olenska teilzunehmen. Laut Newland stellt er seine hohen moralischen Ansprüche besonders dann zur Schau, wenn er eine neue Affäre hat und seine Gattin Gertrude davon ablenken möchte.
Graf Olenski taucht nie persönlich in der Geschichte auf und wird als halb verkrüppelt und hässlich beschrieben. Er führt ein ausschweifendes Leben und hat Ellens beachtliche Mitgift verprasst. Eine verschleierte Bemerkung von Lawrence Lefferts impliziert die Bisexualität des Grafen – einem Abbild der Dekadenz in Teilen europäischen Adels.
Monsieur Rivière war der Sekretär von Graf Olenski, bevor er mit dessen Gattin Ellen in Italien zusammenlebte. Später arbeitet er in Europa als privater Sprachlehrer und danach in Amerika als Journalist. Newland lernt ihn zunächst zufällig in England während seiner Flitterwochen kennen und ist von dessen Bildung, seiner freien Lebensauffassung und seiner Eloquenz derart fasziniert, dass er immer wieder das Gespräch mit ihm sucht. Ein weiteres Zusammentreffen der beiden Männer erfolgt auf Rivières Initiative hin in Amerika.

### Themen
Neben den bereits unter „Hintergrund“ angeführten starren Konventionen ist Liebe und Leidenschaft (Sexualität) ein Fundamentalthema des Romans. Beide Motive sind wiederum eng verknüpft mit dem Themenkomplex: die soziale Rolle von Mann und Frau sowie gegensätzliche Frauenfiguren – verkörpert durch May und Ellen. Zwischen beiden steht der Protagonist Newland Archer. Auf der einen Seite sieht er seine sanfte Braut, von strahlender Reinheit, aufgewachsen in demselben gesellschaftlichen System wie er. Doch bisweilen fragt er sich, ob May vielleicht „diese ganze Unschuld nur künstlich anerzogen“ worden sei und ihre Ehe nicht eine „auf Dauer reizlose Vereinigung aufgrund materieller und gesellschaftlicher Interessen“ werden würde. Auf der anderen Seite lockt ihn die aufregende Gräfin Olenska mit ihrer erotischen Ausstrahlung, welche sich wie selbstverständlich Freiheiten erlaubt, die in jener Zeit nur den Männern zustehen. Newland muss sich entscheiden zwischen der kameradschaftlichen, verlässlichen Liebe Mays und der lustvollen, aber auch irritierenden Liebe zwischen ihm und Ellen Olenska. Letztendlich ergreifen die beiden Frauen die Initiative und treffen eine Entscheidung, die – wie Archer bei einem Rückblick auf sein Leben erkennt – richtig gewesen ist: Ein Zusammenleben mit der Gräfin in Europa hätte ihn restlos überfordert.
Weitere Themen sind die Darstellung von Reichtum und sozialer Klasse und der gesellschaftliche Wandel um die Jahrhundertwende. Diejenigen, die aus „altem“ Geld stammen, fühlen sich von den Neureichen bedroht, die allmählich die Oberhand zu gewinnen scheinen. Für diese wiederum hat es den höchsten Stellenwert, von der High Society akzeptiert zu werden, und sie sind bereit, alles zu tun, um dies zu erreichen. Nach der Jahrhundertwende nähern sich – zum Nutzen aller – beide gesellschaftliche Schichten einander an. So wird selbst die konservative May nun auf Mrs. Struthers illustren Partys gesichtet, und die Hochzeit von Mays und Newlands ältestem Sohn mit Beauforts Tochter aus der Verbindung mit seiner ehemaligen Geliebten Fanny Ring wird ohne Weiteres von jedermann akzeptiert.

### Wahrnehmung
Ellen Olenska und May Welland stehen seit der Veröffentlichung des Romans meist im Mittelpunkt literarischer Diskussionen. Ursprünglich als richtig Handelnde angesehen, indem sie über ihre Schwangerschaft sprach, um ihre Ehe zu retten, wird May nun häufiger auch als manipulativ und nicht besonders sympathisch angesehen. Die Rezeption der Romanfigur Ellen hat sich im Laufe der Zeit am stärksten verändert: aus der egozentrischen Verführerin wurde eine bewunderungswürdige, selbstständige Frau, die ihrer Zeit weit voraus war.
2001 lobt Helen Killoran in The Critical Rezeption of Edith Wharton vor allem deren außergewöhnliche Erzählkunst und ihre subtile Ironie.
Eine große Studie des Romans im Jahr 2005 an der University of Florida untersuchte vor allem auch die autobiografischen Einflüsse auf Inhalt und Motive hin: Edith Whartons Leben als „Frau des alten New York und [als] europäische Einzelgängerin … und das Leben als Ehefrau und Geliebte.“ Die Romanfiguren Ellen und May bezeichnet Alisa Mariva DeBorde in der Studie als „völlig gegensätzliche Darstellungen des Lebens und der Kultur in den 1870er Jahren“.
Die amerikanische Literaturkritikerin Hillary Kelly ist der Meinung, dass Edith Whartons gesellschaftlicher „Status ihre Geschichte mehr als glaubwürdig machte – er machte die Geschichte real… Romanautoren vor Wharton verstanden, dass das Geschichtenerzählen ein Akt der Enthüllung war, aber sie baute es in die Architektur von Zeit der Unschuld ein und machte es zu einer Waffe.“
Anlässlich der Neuveröffentlichung und neuen Übersetzung des Romans im Jahr 2015 schreibt – etwas kritischer – Brigitte Neumann: „Nicht alle Figuren gelingen Edith Wharton gleich überzeugend… Den zaudernden Helden Newland Archer sowie seine blasse Ehefrau May trifft gelegentlich die Verachtung der allwissenden Erzählerin… Davon stechen ihre köstlichen Zeichnungen von Figuren wie Mrs. Mingott… und das Ehepaar van der Luyden positiv ab.“
Die Autorin verfasste den Roman in nur sieben Monaten (vom Spätsommer 1919 bis Ende März 1920). Vor der Veröffentlichung kamen Edith Wharton Bedenken, ob sich überhaupt noch jemand für die Themen dieser vergangenen Zeit interessieren würde. Auch ihr enger Freund Walter Berry bemerkte zynisch: „Du und ich sind die einzigen Leute, die es jemals lesen werden.“ Doch sie irrten sich. Von Zeit der Unschuld, noch 1920 erschienen, wurden bereits im ersten Jahr in Amerika, Kanada und Großbritannien 115.000 Exemplare verkauft, und schon zwei Jahre später kam eine Stummfilmversion in die Kinos.
Als Edith Wharton 1921 der Pulitzer-Preis (s. o.) verliehen wurde, erschien sie nicht zu der Verleihungszeremonie in der Columbia-Universität. Sie hatte erfahren, dass der Preis „für erhebende amerikanische Moralvorstellungen“ vergeben werde und Sinclair Lewis Werk Main Street abgelehnt worden war, weil darin „prominente Persönlichkeiten des Mittleren Westens beleidigt“ worden seien. Damit konnte die Schriftstellerin sich in keiner Weise identifizieren.

## Film-, Fernseh- und Theateradaptionen

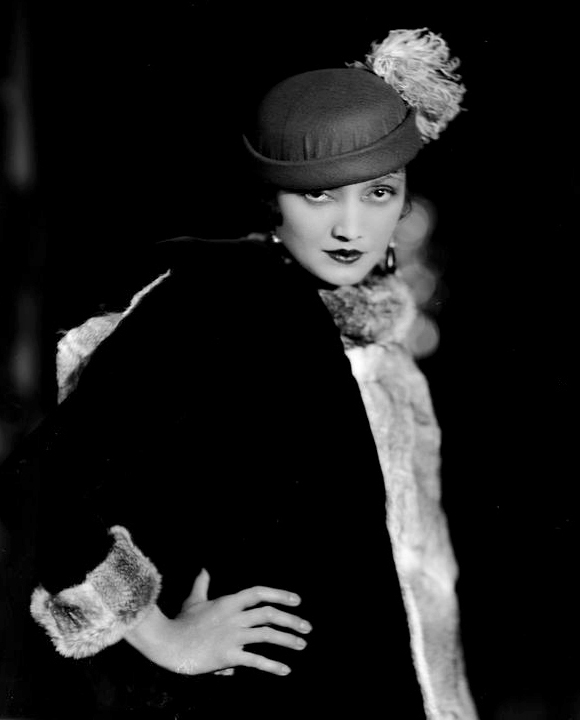
Katharine Cornell in der Broadway-Produktion von Zeit der Unschuld (1928)

1924 wurde bei Warner Brothers eine Stummfilmadaption des Romans produziert/erstellt. Unter der Regie von Wesley Ruggles spielten Beverly Bayne als Gräfin Olenska und Elliott Dexter als Newland Archer die Hauptrollen.
1928 adaptierte Margaret Ayer Barnes den Roman für die Bühne. Das Stück wurde zuerst am Broadway produziert, wo Katharine Cornell die Gräfin Olenska spielte.
1934 wurde eine Verfilmung für die RKO Pictures von Philip Moeller (basierend auf dem Roman und dem Stück) mit Irene Dunne als Gräfin Olenska und John Boles als Archer inszeniert.
1993 führte Martin Scorsese Regie bei einer Verfilmung mit Michelle Pfeiffer als Gräfin Olenska, Daniel Day-Lewis als Archer und Winona Ryder als May Welland. Ryder erhielt für ihre Leistung eine Oscar-Nominierung sowie einen Golden Globe; einen Oscar gewann der Film für das beste Kostümdesign.
2018 wurde eine Bühnenadaption von Douglas McGrath mit Sierra Boggess und Boyd Gaines in den Hauptrollen von The Hartford Stage und McCarter Theatre produziert.

## Sekundärliteratur
- Bell, Millicent (1995), The Cambridge Companion to Wharton, Cambridge: Cambridge University Press.
- Benstock, Shari (1995), Ich gehe meinem Weg – Das Leben der Edith Wharton, Goldmann
- Goffman, Erving (1963), Stigma: Notes on the Management of Spoiled Identity, New York: Simon and Schuster
- Killoran, Hellen (1995), The Critical Reception of Edith Wharton, Rochester: Camden House,
- Nelson, Randy F, The Almanac of American Letters, Los Altos, California: William Kaufmann, 1981: 9, ISBN 0-86576-008-X
- Postle, Martin, (2005) "The Age of Innocence: Child Portraiture in Georgian Art and Society", in Pictures of Innocence: Portraits of Children from Hogarth to Lawrence, Bath: Holburne Museum of Art, ISBN 0-903679-09-4
- Rohy, Valerie (1996), “Displacing Desire: Passing, Nostalgia and Giovanni’s Room.” In Passing and the Fictions of Identity, edited by Elaine K. Ginsberg and Donald E. Pease, Durham, NC: Duke University Press.
- Russell, Vivian (1999), Literarische Reise durch die Gärten Italiens – Auf den Spuren Edith Whartons. Knesebeck
- Zihala, Maryann (2002), Edith Wharton's Old New York Society, New York: University Press of America